# Alois Zima
Alois Zima (31. ledna 1873 Kněžmost – 29. dubna 1960 Praha) byl český architekt a stavitel.

## Život
Narozen v rodině Josefa a Moniky rozené Abrahámové v Kněžmostě 69 "Na Dolích", zemřel v nemocnici Chittussiho. Pochován je v rodném Kněžmostě. Měl manželku Marii Hartmannovou a tři děti Aloise, Vladimíra a Lubomíra. Byl majitelem usedlosti Beránka.

## Profesní životopis
Absolvent inženýrského stavitelství na ČVUT v Praze v létech 1897–1898, začínal svoji kariéru v letech 1897–1902 přestavbou zámku kněžny Mariji Grigor'evny Stroganové provdané Ščerbatové v Němirově na Ukrajině. Navrhoval a stavěl nájemní a rodinné domy na Kladně, na Královských Vinohradech, ve Střešovicích a Dejvicích:

## Dílo

### Nejdůležitější vystavěné objekty
- Nuselské divadlo s Josefem Dneboským 1921,
- Husův sbor ve Wuchterlově ulici čp. 523/5 Praha 6 1925–1926, stavitel, podle projektu Jiřího Stibrala

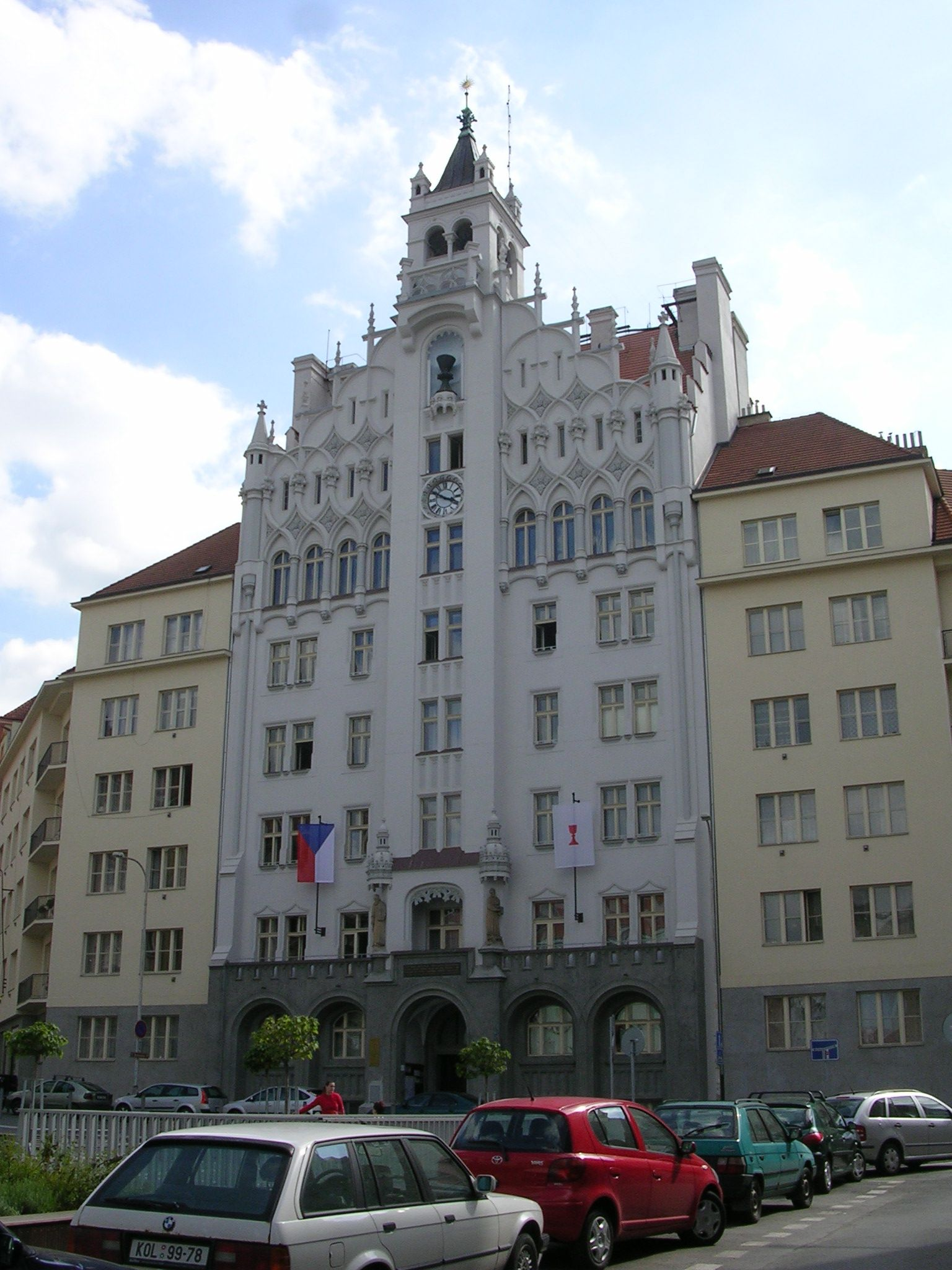
Husův sbor ve Wuchterlově ulici
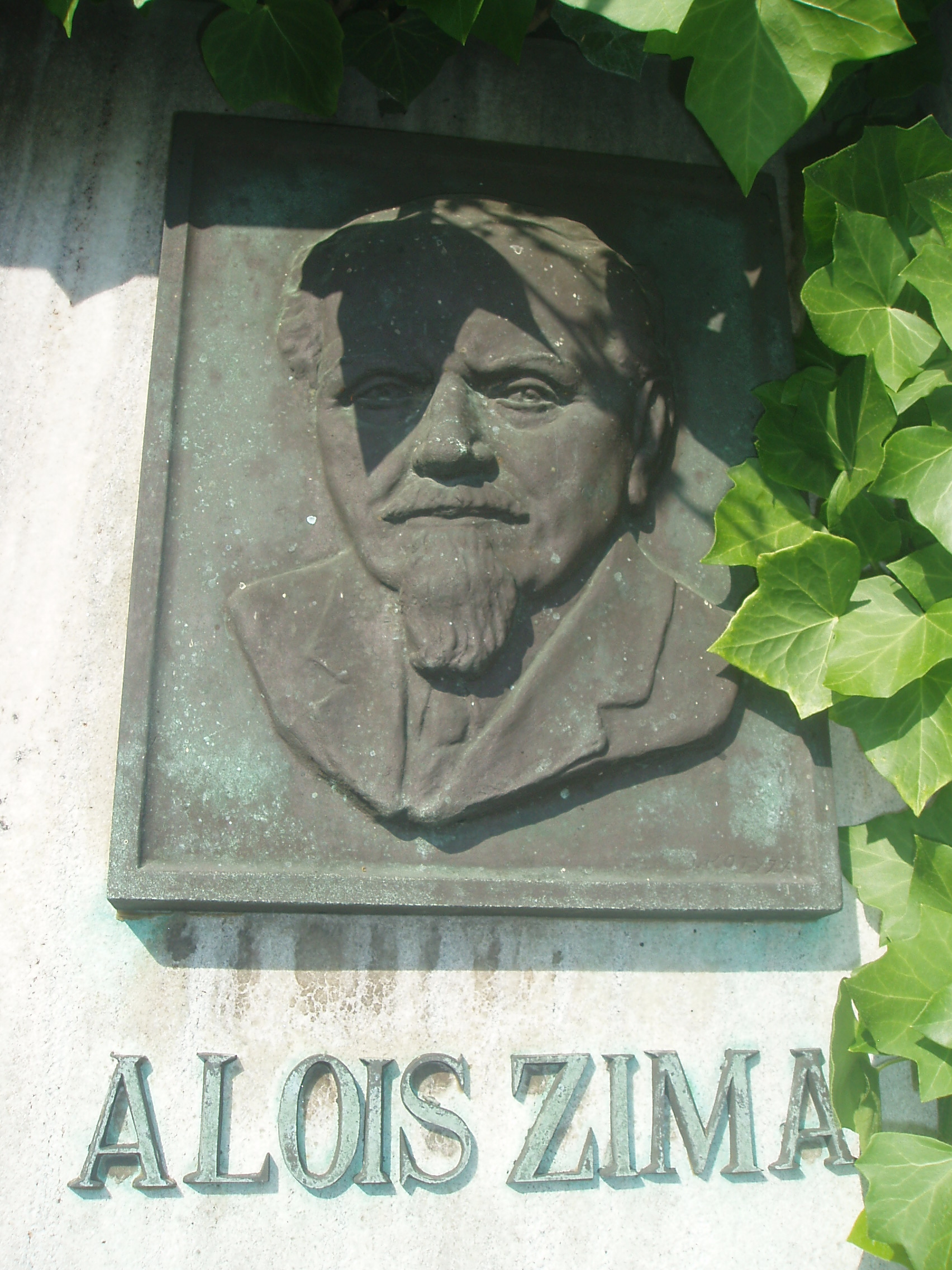
A.ZIMA Hrob v Kněžmostě
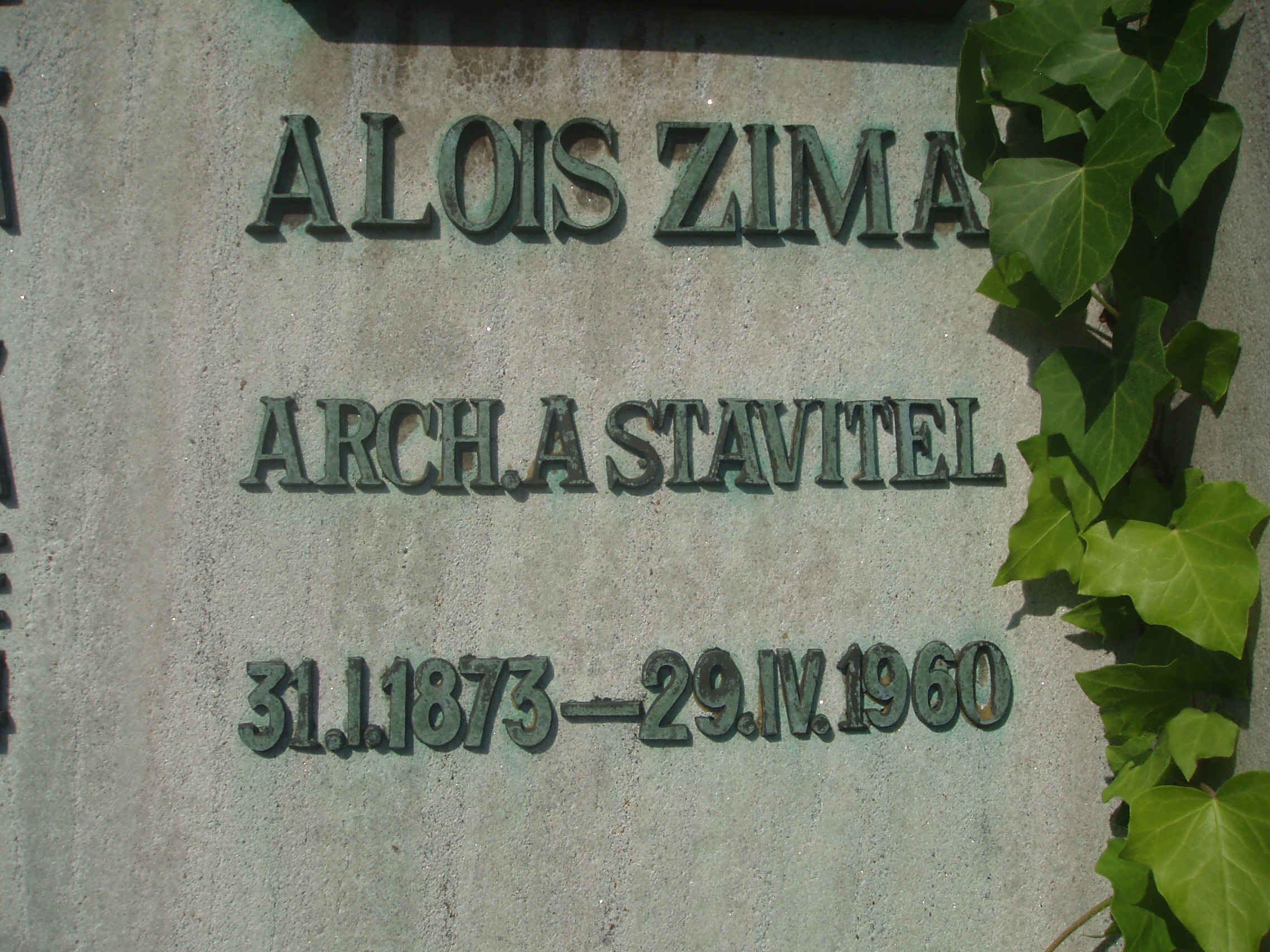
A.ZIMA Hrob v Kněžmostě